# 관악중앙도서관
관악중앙도서관은 서울특별시 관악구 신림동 소재의 도서관이다.

## 연혁
- 1999년 3월 25일 : 관악 문화관·도서관 착공식
- 2002년 10월 11일 : 관악 문화관·도서관 개관
- 2007년 4월 13일 : 서울시교육청 지정 평생학습관
- 2020년 4월 1일 : 관악중앙도서관으로 명칭 변경[2]

## 시설현황
- 관악도서관
  - 1층: 관리실, 노인(장애인)열람실, 어린이자료실, 유아실
  - 2층: 관장실, 관리과, 전산실, 사서과, 제1자료실, 안내데스크
  - 3층: 제2자료실, 서고
  - 4층: 일반열람실, 휴게실
  - 5층: 제1·2교양강좌실, 연속간행물실, 디지털자료실, 대강의실
- 관악아트홀
  - 지하: 무대제작실, 문화원강좌실, 상담실, BMS조정관리실, 통신실, 주차장, 문화원2강좌실, 문화원강좌실, 제3~6강좌실, 탈의실1·2실, 리프트실
  - 1층: 주연배우실(남·여), 탈의실(남·여), 문화원 제1강좌실, 관악문화원, 전시실, 식당, 대기실
  - 2층: 공연장, 음향실, 로비, 대관기획실
  - 3층: 공연장 객석, 영사실
- 문화복합시설
  - 1층: 개인상담실1~3, 교육실(심리상담실), 심리검사실, 대기실, 심층상담실, 청소년상담센터, 센터장실, 잡오아시스
  - 2층: 어린이쉼터, 수유실, 유아용화장실, 카페오아시스, 영유아도서관
  - 3층: 소그룹 교육장, 언어발달지도실1·2, 가족상담실, 아동상담실, 회의실, 탕비실, 다문화가정지원시설, 이중언어교실
  - 4층: 음향장비실, 창고, 다문화가정지원시설, 옥상

## 이용 안내
이용시간
| 이용 시간          | 평일          | 주말          |
| ------------------ | ------------- | ------------- |
| 일반열람실         | 07:00 ~ 23:00 | 07:00 ~ 22:00 |
| 제 1,2자료실       | 09:00 ~ 22:00 | 09:00 ~ 17:00 |
| 디지털자료실       | 09:00 ~ 20:00 | 09:00 ~ 17:00 |
| 연속간행물실       | 09:00 ~ 20:00 | 09:00 ~ 17:00 |
| 어린이자료실       | 09:00 ~ 18:00 | 09:00 ~ 17:00 |
| 노인(장애인)열람실 | 09:00 ~ 18:00 | 09:00 ~ 17:00 |

휴관일
- 정기휴관일: 매주 화요일 (일반열람실은 09:00 ~ 18:00 운영)
- 법정공휴일: 일요일 제외 (단, 일요일과 국가 공휴일이 겹칠 경우 휴관)
- 임시휴관일: 도서관 사정으로 휴관하는 날

대출방법
- 대출: 1인 5권, 기간 14일(2주)
- 연장: 1회 7일
- 연체: 연체일수 만큼 대출 정지
- 대출불가자료: 연속간행물, 참고자료, 희귀자료·고서·귀중본, 비도서(부록제외), 기타 관장이 관외 대출 제한이 필요하다고 인정되는 자료